# Nyantonga
Nyantonga är ett vattendrag i Burundi.   Det ligger i provinsen Bururi, i den sydvästra delen av landet, 70 km söder om huvudstaden Bujumbura.
Omgivningarna runt Nyantonga är en mosaik av jordbruksmark och naturlig växtlighet. Runt Nyantonga är det ganska tätbefolkat, med 166 invånare per kvadratkilometer.